# 岩佐徹
岩佐 徹（いわさ とおる、1938年9月28日 - ）は、フジテレビ・WOWOWの元アナウンサー。「東京キューバン・ボーイズ」のリーダーだったジャズミュージシャンの見砂直照は、義父（妻の実父）に当たる。

## 来歴・人物
3人兄弟の末っ子として東京都大田区で出生した後に、2歳から杉並区内へ転居。中学生時代には、2年時まで明星学園の中等部に通っていた。
実父（岩佐直喜）は『早稲田大学新聞』創刊メンバーの1人で、徹が出生した時点では東京日日新聞の記者だった。徹が7歳だった1945年の末に退社した後に、読売新聞社で校閲部の記者などを歴任。さらに、読売新聞大阪本社の立ち上げ（1952年）に管理職（編集局の次長）として携わった関係で、徹も中学3年時から家族と共に大阪府内で生活していた。当時は直喜の影響で新聞記者を志していたが、吹田市立第一中学校から大阪府立春日丘高等学校への進学後にバスケットボールを本格的に始めたところ、肋膜炎と肺結核を相次いで発症。肺結核の治療でサナトリウムへ1年近く入院するなど、2度の留年を余儀なくされたことから、2度目の復学後に自身の希望で明星学園の高等部へ転校した。
慶應義塾大学文学部への入学直後に、先輩からの偶然の誘いで学内の放送研究会へ入ったことがきっかけで、将来の目標を新聞記者からスポーツアナウンサーに変更。卒業後の1963年4月1日付で、露木茂（早稲田大学放送研究会の出身）や能村庸一（青山学院大学放送研究会の出身）と共に、アナウンサーとしてフジテレビに入社した。ちなみに、能村は入社後の1968年にアナウンス職を離れると、時代劇のプロデューサーとして『鬼平犯科帳』『仕掛人・藤枝梅安』『剣客商売』などの連続ドラマ化を実現させている。
岩佐自身は、1963年7月1日付でフジテレビのアナウンス部へ正式に配属されてから、スポーツ中継での実況を中心に『プロ野球ニュース』（1965年9月までの「第1期」ではキャスター・1976年4月からの「第2期」では試合結果の報告）などを担当。よど号ハイジャック事件の発生（1970年3月31日）に際しては、報道部からの依頼を受けて、「よど号」（日本航空351便）が金浦国際空港（韓国）で解放された乗員・乗客と共に羽田空港へ帰還する模様を同年4月5日に全国向けのテレビ中継で実況している。
フジテレビが1978年から1981年まで定期的に編成していたアメリカ大リーグ実況中継では、日本の放送局に勤務するアナウンサーでは初めて、「大リーグ」（MLB）公式戦の実況を1978年の開幕戦（リバーフロント・スタジアムでのシンシナティ・レッズ対ヒューストン・アストロズ戦）中継（『フジテレビ開局20周年記念特別番組』として4月9日に放送）で担当。その一方で、一時は『3時のあなた』でリポーターやアシスタント、『スター千一夜』で司会を務めていた。
本人によれば、「（テレビの）画面に顔が出る情報番組担当のアナウンサーより（放送上顔がほとんど出ない）スポーツアナウンサーが（少なくともフジテレビの社内で）相対的に低く見られていることへの強い不満から、スポーツアナウンサーでありながら『情報系の番組も担当したい』との希望を出し始めたところ、アナウンス部の上司との関係がおかしくなった」という。現に、『3時のあなた』へレギュラーで出演していた1970年代中盤には、自身の意に反してスポーツ実況の担当からしばらく離脱。『3時のあなた』からの降板（1977年3月）を機にスポーツ実況へ再び専念していたものの、1981年の7月にスポーツ部への異動を申し出た。本人は後年、「入社当時の大先輩であった系列局の役員から、1979年の末に（その局への）移籍を打診されていた。この時は『アメリカ大リーグ実況中継での実況を続けたい』という理由で固辞したものの、（フジテレビの）アナウンス部や人事部の頭越しで直々に打診されたことが、異動を申し出ることへの『引き金』になったと思う」と述べている。
フジテレビのアナウンス部では副部長にまで昇進していたが、入社20年の節目を前に、1982年2月1日付で「第二希望の異動先」であった報道局の報道センターへ配属。配属の初日には、日本航空350便墜落事故が午前中に羽田空港沖で発生したことを受けて、『FNN報道特別番組』の司会を急遽任された。
フジテレビの報道局では、スポーツアナウンサーとしての経験を買われて、ニュース番組向けのスポーツ取材を担当する記者を管理する立場にあった。しかし、本人曰く「心身症に近い症状で体調を崩すほど、局内の人間関係に強いストレスを感じていた」ことから、1984年の夏にスポーツ部へ異動。異動後は、アナウンサー時代に出演していた『プロ野球ニュース』のデスク・プロ野球中継向けのデータ集計業務を経て、1988年にF1グランプリ中継の第2代プロデューサーを務めた。
『プロ野球ニュース』のデスク時代には、「K&Kウォッチング」や「カモと苦手」といった企画を立案。いずれの企画も、日本プロ野球のオフシーズンに人気を博していた。F1中継のプロデューサーに転じてからは、「中継のテーマソング（T-SQUAREの『TRUTH』）を変えろ」というポニーキャニオン（フジテレビの関連会社）からの指示や、「古舘伊知郎（テレビ朝日出身のフリーアナウンサー）に実況させて欲しい」というスタッフからの要望をことごとく却下。「個人的には嫌いではない」という古舘の起用については、「フジテレビとF1の風土に合わない」と判断したうえで、当時関西テレビ（フジテレビ系列の準基幹局）に勤務していた馬場鉄志（東京都出身のスポーツアナウンサー）を「番組出向」という扱いで実況陣に迎え入れた。実際には部下に当たる中継スタッフから矢面に立たされるような事態も相次いでいたため、「（F1中継はフジテレビの）看板番組なのに、このままでは（スタッフの）空中分解を招いてしまう」との思いから、プロデューサー職を着任から半年足らずで（1988年F1シーズン途中の6月に）退任。退任をきっかけにスポーツ部を離れる意向を固めていたことも相まって、開局に向けて準備を進めていた日本衛星放送（WOWOW）に1988年9月1日付で出向した。ちなみに、古舘がフジテレビのF1中継で実況を始めたのは、岩佐がプロデューサーを退いた翌年（1989年）からである。
その一方で、自身はフジテレビのアナウンス部から報道局へ異動した後も、スポーツアナウンサーへ復帰することを模索。テレビのスポーツ中継を見ながら、実況のシミュレーションを繰り返していたという。1984年の夏には、「『話し掛けるニュース』を掲げて平日の早朝で新たに立ち上げる番組に『ニュースキャスター』として出演して欲しい」との打診を報道局内で受けていたが、「スポーツ実況（の現場）に戻るチャンスがなくなる」との懸念から固辞。スポーツ部に在籍していた1987年には、プロ野球中継制作班のプロデューサーとディレクターが「実況担当への復帰を視野に、岩佐を放送席で少しずつ喋らせる」という計画を練り上げていながら、アナウンス部からの猛反対を受けて計画が頓挫していた。このような経緯から、「映画、音楽、スポーツを柱とする」という編成方針を掲げていたWOWOWへの出向を機に、自身の提案でアナウンス部を創設。アナウンサーの経験者が他にいないにもかかわらず、アナウンス部長に収まった。
1990年夏の第72回全国高等学校野球選手権大会第1日（8月8日）に、WOWOWと朝日放送（当時）が共同で実施していたハイビジョン実験放送向けの試合中継で、アナウンサーとしての実況を8年半振りに再開。同年11月30日にWOWOWがサービス放送を開始してからは、テニス・サッカーを中心に、数々のスポーツ中継で実況を担当した。出向期間が満了した1998年にフジテレビへ10年振りに復帰したが、同年9月30日に60歳の定年で退職してからも、WOWOWの契約アナウンサーとしてスポーツ中継の実況を継続。67歳になった2005年9月でWOWOWとの契約が満了したものの、2008年にはフリーアナウンサーとして、プロ野球中継の実況をBS12プロ野球中継の千葉ロッテマリーンズ主管試合で27年振りに実現させている。
アナウンサーやテレビメディアのあり方に関する一家言の持ち主で、スポーツアナウンサー時代には「（勝負を左右したプレーやシーンであえて黙るなど）さりげない実況」を心掛けていたという。スポーツ中継の実況を勇退してからは、個人ブログやtwitterの個人アカウントを通じて、そのような私見やアナウンサー時代の思い出話を連日披露。古巣のフジテレビや面識のある後輩アナウンサーにも折に触れて苦言を呈する一方で、公開した記事の内容がSNSで波紋を呼ぶこともある。

## 過去の出演番組
報道・情報番組
| 期間      | 期間      | 番組名           | 役職       | 担当日     | 備考                                                         |
| --------- | --------- | ---------------- | ---------- | ---------- | ------------------------------------------------------------ |
| 1963年7月 | 1965年9月 | プロ野球ニュース | キャスター | （交替制） | 第1期での放送、番組放送再開後の第2期は、試合の結果報告を担当 |
| 1974年5月 | 1977年3月 | 3時のあなた      | 司会       | 水曜日     | それ以前から、レポーターを担当                               |
| 1976年4月 | 1976年6月 | FNNニュース7:30  | キャスター | 平日       |                                                              |

バラエティ番組・実況担当番組・その他
- スポーツ中継（フジテレビ時代は実況・リポーター、WOWOWへの出向後は実況のみ担当）
- スター千一夜（司会）
- マグマ大使 第35話「危うしマグマ基地」・第36話「地球を救え」（1967年） - アナウンサー